# Cliona spissaspira
Cliona spissaspira är en svampdjursart som beskrevs av Corriero och Nonnis Marzano 2006. Cliona spissaspira ingår i släktet Cliona och familjen borrsvampar.
Artens utbredningsområde är Italien. Inga underarter finns listade i Catalogue of Life.